# Route nationale 686
Die Route nationale 686, kurz N 686 oder RN 686, war eine französische Nationalstraße, die von 1933 bis 1973 in zwei Abschnitten zwischen Riom und einer Kreuzung mit der ehemaligen Nationalstraße 89 nördlich von Rochefort-Montagne verlief. Ihre Gesamtlänge betrug 24 Kilometer.